# At Midnight
At Midnight es una comedia romántica mexicana, producida por Paramount Pictures y estrenada en febrero de 2023. Fue escrita por María Hinojos y Giovanni M. Porta, sobre una idea del segundo, y dirigida por Jonah Feingold. La misma está protagonizada por Diego Boneta y Monica Barbaro.

## Sinopsis
Sophie Wilder (Monica Barbaro) está en Ciudad de México filmando Super Society 3 y espera tener su propio spin-off. Mientras filma, descubre a su novio y coprotagonista, Adam (Anders Holm), engañándola con un miembro del equipo. Mientras Sophie lucha por descubrir cómo puede seguir adelante, conoce a Alejandro (Diego Boneta), un gerente junior en un hotel utilizado para la producción. Se desarrolla una profunda amistad entre Sophie y Alejandro mientras intentan descubrir cómo se pueden desarrollar las cosas en su tiempo limitado juntos.

## Reparto
- Diego Boneta como Alejandro.
- Monica Barbaro como Sophie Wilder.
- Anders Holm como Adam.
- Whitney Cummings
- Catherine Cohen
- Casey Thomas Marrón
- Maya Zapata
- Fernando Carsa
- Ricardo Esquerra
- Matt Ramos como Fan Critic de Super Society (Cameo)

## Producción
At Midnight fue escrita por primera vez por Giovanni M. Porta junto a Diego Boneta. Más tarde, Jonah Feingold firmó para dirigir y ayudó a escribir un segundo borrador junto a Maria Hinojos. La mayor parte del elenco protagónico de la película se anunció en febrero de 2022 cuando comenzó a rodarse en México.

## Recepción
En el sitio web del agregador de reseñas Rotten Tomatoes, el 36% de las reseñas de 22 críticos son positivas, con una calificación promedio de 5.2/10. Escribiendo para Variety, Courtney Howard sintió que era una comedia romántica formulada, pero elogió las actuaciones de Boneta y Barbaro, destacando la química entre los dos. G. Allen Johnson del San Francisco Chronicle elogió las actuaciones del elenco, especialmente de Barbaro, pero calificó la historia del guion como "chiflada".